# (437824) 2015 DC168
(437824) 2015 DC168 es un asteroide perteneciente al cinturón de asteroides, descubierto el 9 de octubre de 2007 por el equipo Spacewatch desde el Observatorio Nacional de Kitt Peak (Arizona, Estados Unidos).